# 人文佳品運動
人文佳品運動（越南语：／）是越南民主共和國（即北越）在二十世紀五十年代後期的一場政治論戰，以發起的兩家報社《人文》和《春天佳品》而命名。在該論戰中，越南的知識分子直接向北越共產政權的黨國體制發起挑戰，這與同時代發生在中華人民共和國的百花運動非常相似。

## 經過
1956年10月21日，40名越南作家與藝術家聯名向越共高層領導人長征、春水、素友上書，要求知識自由。其中，青年詩人黎達尖銳地批評當時的政治體制不能容忍文化政策，尤其批評素友和懷清。他們譴責越共將詩人陳寅投獄，以及以騷擾方式迫使著名詩人兼作曲家文高服從當局的行徑。次日，藝術家們轉向支持他們。第三日，長征宣佈知識分子的抱怨是合法的，但下令參與者不得在出版物上刊登此爭論。同日，匈牙利發生了革命，使得越共決定結束對知識分子言論的短暫解禁。《人文》雜誌的編者們企圖出版關於匈牙利事件的特別期刊，於是北越當局將該報查封，並對持不同政見的知識分子持嚴厲打壓態度。
1956年12月15日，在猶豫了兩年之後，北越當局最終取締了相關組織，關閉了相關報社，逮捕了主要參與者。其中一些被關入監獄，另一些送往再教育營，其餘參與者被勒令做出檢討。
革新開放之後，不少被投獄的知識分子獲得平反。越南政府在1990年代至2000年代期間，向不少參與此運動的作家、詩人頒發國家獎章，其中不少是追授的。

## 連署者
| - 裴春湃 - 高春輝（Cao Xuân Huy） - 朱玉（Chu Ngọc） - 陶維英 - 鄧廷興（Đặng Đình Hưng） - 杜德育（Đỗ Đức Dục） - 黃琴（Hoàng Cầm） - 黃公卿（Hoàng Công Khanh） - 黃化（Hoàng Huế） - 黃錫齡（Hoàng Tích Linh） - 黃素元（Hoàng Tố Nguyên） | - 黃燕（Hoàng Yến） - 輝方（Huy Phương） - 有鸞（Hữu Loan） - 有樁（Hữu Thung） - 黎大清（Lê Đại Thanh） - 黎達（Lê Đạt） - 阮屏（Nguyễn Bính） - 阮有當（Nguyễn Hữu Đang） - 阮孟祥（Nguyen Manh Tuong） - 阮成龍（Nguyễn Thành Long） - 阮遵 | - 阮文庇（Nguyễn Văn Tý） - 如梅（Như Mai） - 潘瓌 - 潘武（Phan Vũ） - 馮恭（Phùng Cung） - 馮慣（Phùng Quán） - 光勇（Quang Dũng） - 士玉（Sĩ Ngọc） - 青平（Thanh Bình） - 翠安 - 陳公（Trần Công） |  | - 陳寅 - 陳德滔 - 陳維（Trần Duy） - 陳黎文（Trần Lê Văn） - 陳少保（Trần Thiếu Bảo） - 陳盛（Trần Thịnh） - 張酒（Trương Tửu） - 子璞（Tử Phác） - 永梅（Vĩnh Mai） - 文高 - 春策（Xuân Sách） - 燕蘭（Yến Lan） |